# Christoph Ludwig Agricola

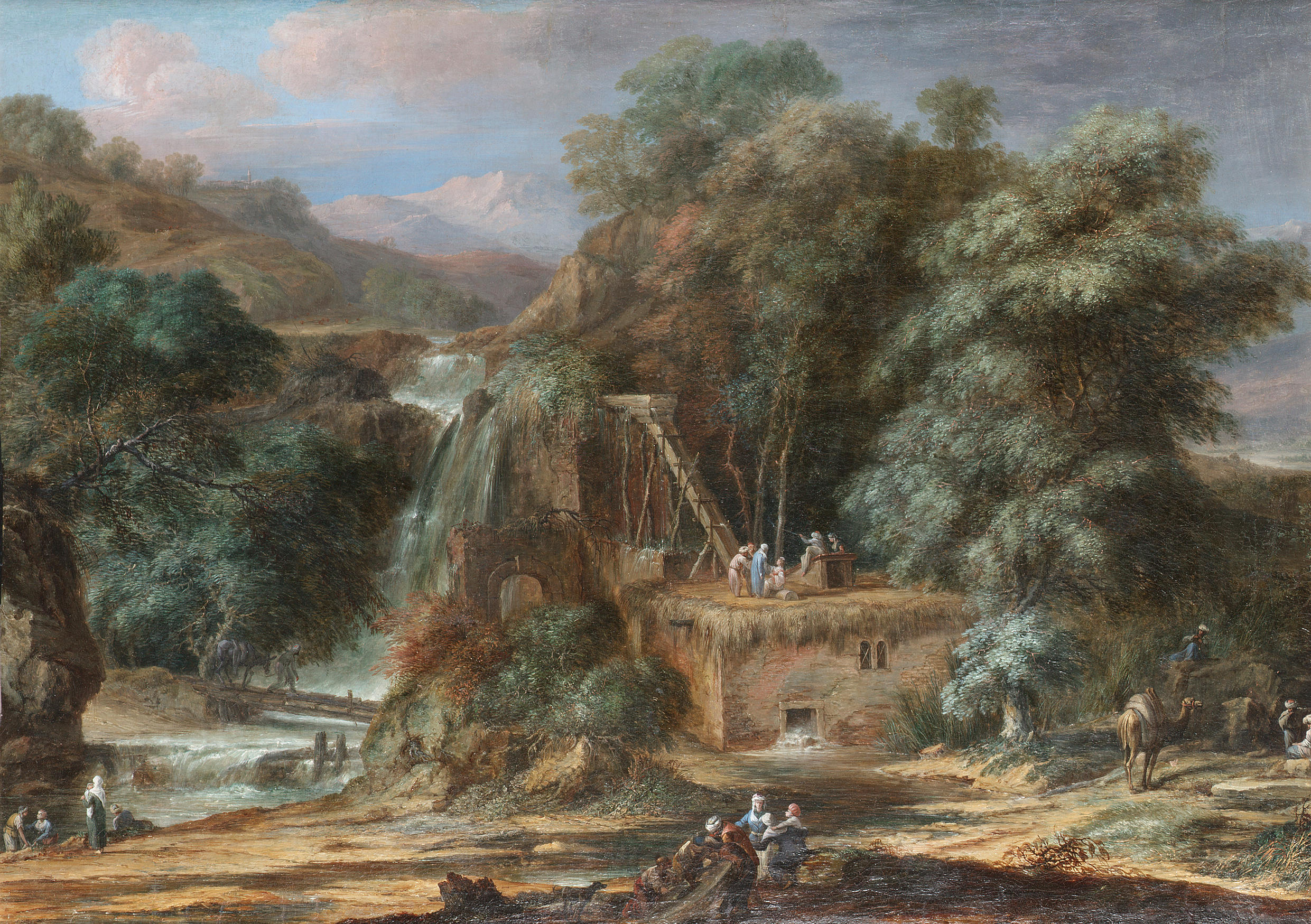
Folyóparton vízesésésnél (olajfestmény)

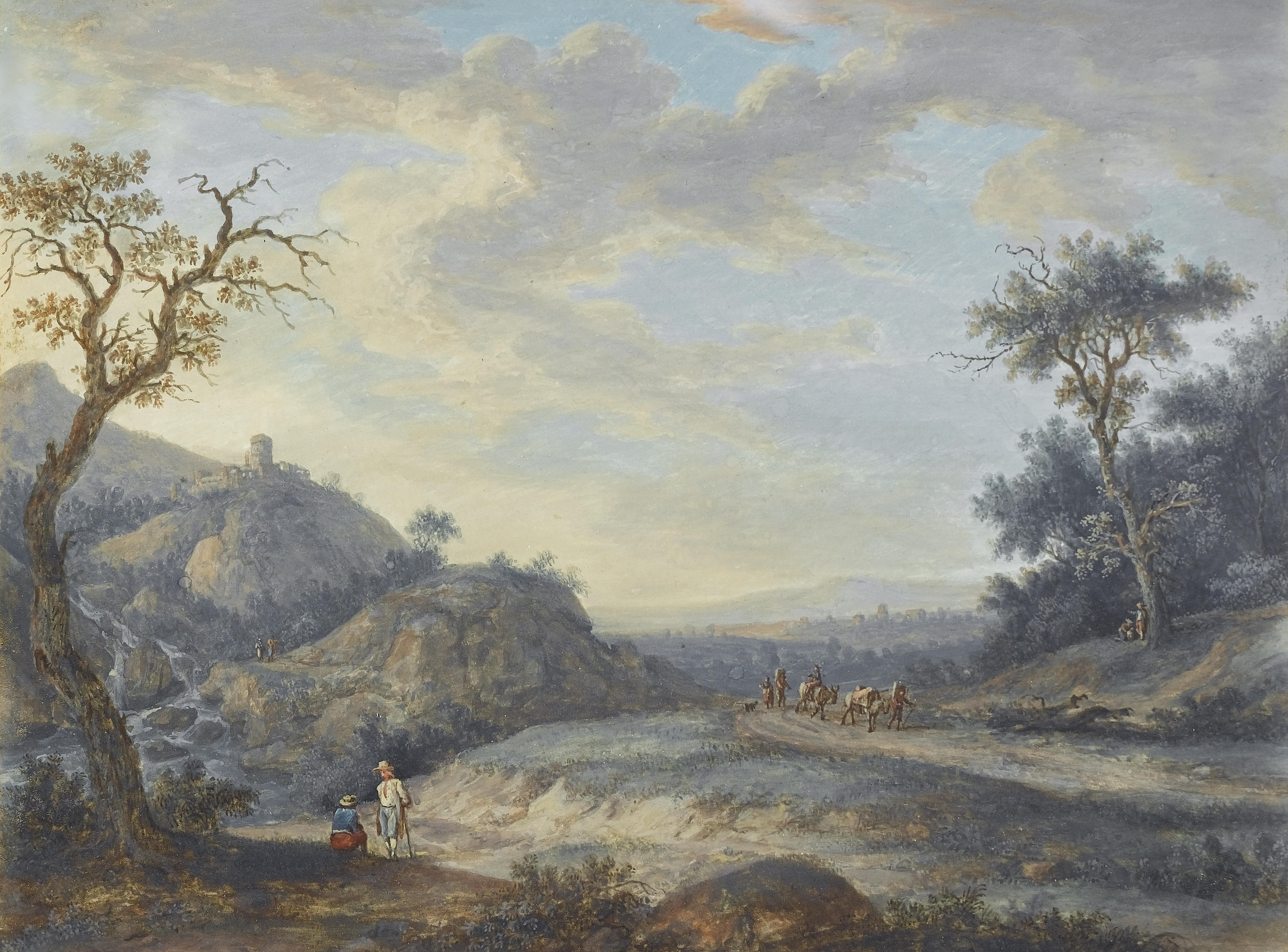
Folyóparti tájkép átutazókkal (tempera papíron)

Christoph Ludwig Agricola (Regensburg, 1665. november 5. – Regensburg, 1724. augusztus 8.) német barokk tájképfestő és rézkarcoló.

## Életútja
Festészetére Nicolas Poussin és Claude Lorrain festészete volt nagy hatással. „Heroikus” tájképeket festett, amelyek a kortársak körében nagy népszerűségnek örvendtek, számos fiatal festő őt utánozta. Tájképei igen változatosak voltak, hiszen a festő sokat utazott, többek közt járt Angliában, Hollandiában, Franciaországban, Itáliában, s hosszabb ideig Nápolyban tartózkodott. Számos magángyűjtő és múzeum vásárolta műveit Európa városaiban (Bécs, Drezda, Kassel, Firenze, Nápoly, Bologna, Torino stb.). Olajfestményeinek színei az idők folyamán a Munkácsy Mihály festményein is ismert festéstechnikai okok miatt megsötétedtek.
Tanítványai közül Christian Hilfgott Brand (1694-1756) Bécsben tett szert hírnévre, mint tájképfestő.

## Képeiből
- Önarckép ecsettel és palettával (Brunswick Múzeum)
- Portré testvéréről (Bernhard Vogel)
- Diána és Actaeon (rézkarc)
- Szatír a Nimfák a kanapéján (rézkarc)
- Tájkép a folyópartról és a házakról (rézkarc)[2]